# خاست‌میر
گاستیمر (به هلندی: Gaastmeer) یک منطقهٔ مسکونی در هلند است که در سودوست-فریسلان واقع شده‌است. گاستیمر ۲۹۵ نفر جمعیت دارد.